# اشتاین هورینگ
اشتاین هورینگ (به آلمانی: Steinhöring) یک شهر در آلمان است که در ابرسبرگ واقع شده‌است.

## خصوصیات
اشتاین هورینگ ۳۶٫۲۹ کیلومترمربع مساحت دارد ۵۱۹ متر بالاتر از سطح دریا واقع شده‌است.